# Reverend
Reverend (engelska: vördig; förkortning Rev.) är en titel för präster i engelskspråkiga länder. Den sätts framför namnet men används ej vid tilltal. Domprost bär titeln Very Reverend, biskop Right Reverend och ärkebiskop Most Reverend.
Det finns ibland skillnader i hur titeln används i olika länder och kyrkotraditioner. Reverend är korrekt benämnd en dignitet men är ofta och i vissa ordböcker angiven som en titel, tilltal eller titel av respekt. Den är ibland även använd av ledare i icke-kristna religioner som judendomen och buddhismen.
Termen är en anglikansk form av det latinska reverendus, ursprungligen använd i latinska dokument i det medeltida Europa. Det är gerundivum av verbet revereri (att respektera, för att vörda) som kan tas som ett gerundivum eller en passiv perifrastisk, och där betyder som är att vördas/ måste respekteras. Reverenden är därför likvärdig med Parlamentsledamoten  eller Den ärevördige.
Termen är ihopkopplad med en modifiering eller ett substantiv för vissa befattningar i vissa religiösa traditioner: t.ex. anglikanska ärkebiskopar och de flesta katolska biskopar är oftast utformade som The Most Reverend (reverendissimus); andra anglikanska biskopar och några romersk-katolska biskopar är kallade The Right Reverend, medan några reformerta kyrkor har använt The Reverend Mister som en titel för sina präster.

### Källnoter
1. ↑   Reverend. 1980